# Filmfestival van San Sebastián 2016
Het 64ste Filmfestival van San Sebastián is een internationaal filmfestival dat plaats vond  in San Sebastián, Spanje van 16 tot en met 24 september 2016. De film La fille de Brest, geregisseerd door Emmanuelle Bercot, werd geselecteerd als openingsfilm. 

## Jury
De internationale jury:
| Naam                          | Beroep                                         | Land             |
| ----------------------------- | ---------------------------------------------- | ---------------- |
| Bille August (juryvoorzitter) | Film- en televisieregisseur                    | Denemarken       |
| Nadia Turincev                | Filmproducent                                  | Frankrijk        |
| Anahí Berneri                 | Regisseur en scenarioschrijver                 | Argentinië       |
| Esther García                 | Filmproducent                                  | Spanje           |
| Jia Zhangke                   | Filmregisseur, -producent, acteur en schrijver | China            |
| Bina Daigeler                 | Kostuumontwerper                               | Duitsland        |
| Matthew Libatique             | Cameraman                                      | Verenigde Staten |

## Officiële selectie

### Binnen de competitie
De volgende films werden geselecteerd voor de internationale competitie. De gearceerde film betreft de winnaar van de Gouden Schelp.
| Film                           | Regisseur                 | Land                                                                                                |
| ------------------------------ | ------------------------- | --------------------------------------------------------------------------------------------------- |
| American Pastoral              | Ewan McGregor             | Vlag van Hongkong · Vlag van Verenigde Staten                                                       |
| As You Are                     | Miles Joris-Peyrafitte    | Vlag van Verenigde Staten                                                                           |
| Dangsinjasingwa dangsinui geot | Hong Sang-soo             | Vlag van Zuid-Korea                                                                                 |
| Eiðurinn                       | Baltasar Kormákur         | Vlag van IJsland                                                                                    |
| El hombre de las mil caras     | Alberto Rodríguez Librero | Vlag van Spanje                                                                                     |
| El Invierno                    | Emiliano Torres           | Vlag van Argentinië                                                                                 |
| Ikari                          | Lee Sang-il               | Vlag van Japan                                                                                      |
| Jätten                         | Johannes Nyholm           | Vlag van Zweden · Vlag van Denemarken                                                               |
| Jesús                          | Fernando Guzzoni          | Vlag van Chili · Vlag van Frankrijk · Vlag van Duitsland · Vlag van Griekenland · Vlag van Colombia |
| La fille de Brest              | Emmanuelle Bercot         | Vlag van Frankrijk                                                                                  |
| La reconquista                 | Jonás Trueba              | Vlag van Spanje                                                                                     |
| Lady Macbeth                   | William Oldroyd           | Vlag van Verenigd Koninkrijk                                                                        |
| Nocturama                      | Bertrand Bonello          | Vlag van Frankrijk · Vlag van Duitsland · Vlag van België                                           |
| Orpheline                      | Arnaud des Pallières      | Vlag van Frankrijk                                                                                  |
| Plac zabaw                     | Bartosz M. Kowalski       | Vlag van Polen                                                                                      |
| Que Dios nos perdone           | Rodrigo Sorogoyen         | Vlag van Spanje                                                                                     |
| Wo bu shi Pan Jin Lian         | Feng Xiaogang             | Vlag van China                                                                                      |

### Buiten de competitie
| Film                    | Regisseur                        | Land                                                                                               |
| ----------------------- | -------------------------------- | -------------------------------------------------------------------------------------------------- |
| A Monster Calls         | J.A. Bayona                      | Vlag van Verenigd Koninkrijk · Vlag van Spanje · Vlag van Verenigde Staten                         |
| Bigas x Bigas           | Santiago Garrido Rua, Bigas Luna | Vlag van Spanje                                                                                    |
| Colossal                | Nacho Vigalondo                  | Vlag van Canada · Vlag van Verenigde Staten · Vlag van Spanje · Vlag van Zuid-Korea                |
| Kimi no na wa.          | Makoto Shinkai                   | Japan                                                                                              |
| L'odyssée               | Jérôme Salle                     | Vlag van Frankrijk · Vlag van België                                                               |
| Manda huevos            | Diego Galán                      | Spanje                                                                                             |
| Snowden                 | Oliver Stone                     | Vlag van Verenigd Koninkrijk · Vlag van Frankrijk · Vlag van Duitsland · Vlag van Verenigde Staten |
| Vivir y otras ficciones | Jo Sol                           | Vlag van Spanje                                                                                    |

## Prijzen
Binnen de competitie:
- Gouden Schelp voor beste film: Wo bu shi Pan Jin Lian van Feng Xiaogang
- Speciale Juryprijs: (ex-æquo) El Invierno van Emiliano Torres en Jätten van Johannes Nyholm
- Zilveren Schelp voor beste regisseur: Hong Sang-soo voor Dangsinjasingwa dangsinui geot
- Zilveren Schelp voor beste acteur: Eduard Fernández voor El hombre de las mil caras
- Zilveren Schelp voor beste actrice: Fan Bingbing voor Wo bu shi Pan Jin Lian
- Juryprijs voor beste camerawerk: Ramiro Civita voor El Invierno
- Juryprijs voor beste scenario: Isabel Peña en Rodrigo Sorogoyen voor Que Dios nos perdone

Overige prijzen (selectie)
- Beste nieuwe regisseur: Sofia Exarchou voor Park
- Premio Sebastiane: Bar Bahar van Maysaloun Hamoud